# 대릴 카일
대릴 앤드류 카일(영어: Darryl Andrew Kile, 1968년 12월 2일 ~ 2002년 6월 22일)은 미국 출신의 전 메이저 리그의 야구 선수다. 현역시절 위력적인 커브볼을 앞세워 미스터 커브라는 별명이 있었다. 커리어 통산 133승.

## 생애

### 휴스턴 애스트로스(1987~1997)
1987년 메이저 리그 드래프트 30라운드에서 휴스턴 애스트로스의 지명을 받았다. 4년의 마이너 리그 생활을 거쳐 1992년 메이저리그에 데뷔, 7승 11패 (방어율 3.69)를 거두며 선발 로테이션의 한 자리를 차지한다. 1997년에는 19승 7패(방어율 2.57)의 성적을 거두면서 그 해에 사이 영 상 투표 5위에 올랐고, 팀은 11년만에 휴스턴 에스트로스의 포스트 시즌에 진출하였다. 비록 디비전 시리즈에서 애틀랜타 브레이브스의 높은 벽에 막혀 3연패로 떨어졌지만 카일은 7이닝 2실점의 뛰어난 투구로 포스트시즌에서도 실력을 인정받았다. 1997년 시즌 후 FA로 풀리게 된다.

### 콜로라도 로키스(1998~1999)
1998년 3년간 2300만 달러의 계약으로 콜로라도 로키스 유니폼을 입는다. 투수들의 무덤이라고 불리는 쿠어스 필드 적응에 실패하여 2년동안 실망스러운 성적을 거두었고, 결국 2000년 시즌 시작 전 호세 히메네스 등이 포함된 3대 3 트레이드로 세인트루이스에 합류한다.

### 세인트루이스 카디널스(2000~2002)
전설적인 투수코치 데이브 던컨의 지도로 예전의 구위를 되찾았고, 첫 시즌 커리어 최초 20승(9패 방어율 3.91)을 달성한다. 이듬해에도 16승 11패(방어율 3.09), 2002년에는 6월까지 5승 4패(방어율 3.72)로 호성적을 이어갔고, 팀의 리더로서 팀원들의 신뢰를 받았다.

### 사망
2002년 6월 22일 시카고 커브스 원정 선발등판을 앞둔 날, 호텔에서 사망한 채로 발견되었다. 향년 33세, 사인은 관상동맥 경화증이다. 약물에 의한 사망이라는 논란이 있었지만, 부검결과 약물에 의한 사망이 아닌 자연사였고 대릴 카일의 아버지 역시 40대 중반에 같은 병으로 사망한 전력이 있어 가족력으로 보고 있다.